# Emblanquinat

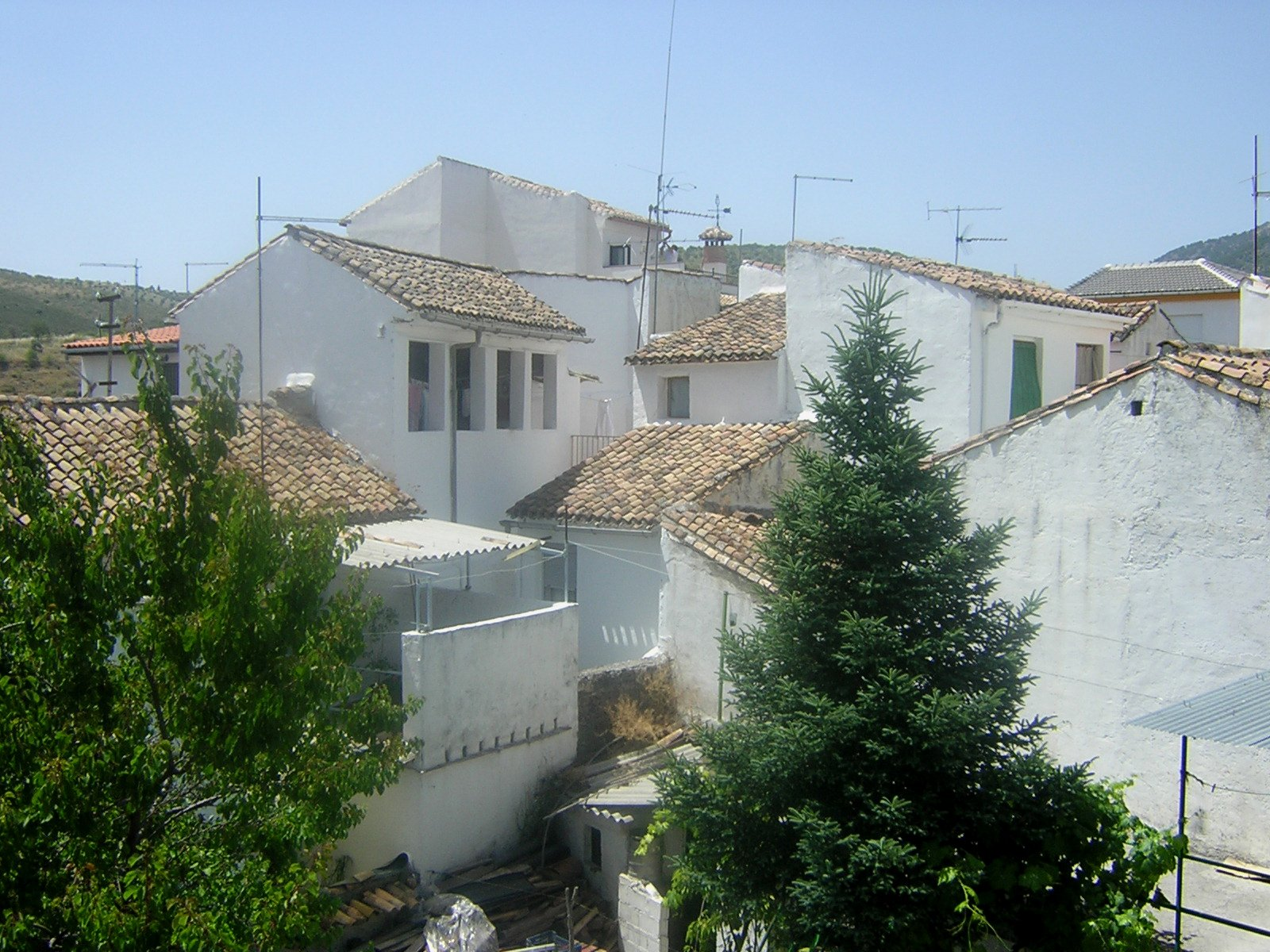
Arquitectura emblanquinada típica de la costa mediterrània d'Espanya.

L'emblanquinada és l'aplicació de calç com a acabat final de parets i tota mena de paraments. Tradicionalment, el procés d'emblanquinament consisteix a abocar la calç dins d'un recipient amb aigua per tal d'apagar-la, i aquesta pasta fluida resultant és la que s'empra llavors per a aplicar-la sobre els murs.

## Nomenclatures
L'emblanquinada és una tècnica en la qual la calç té una consistència de pintura. Quan a la barreja de calç i aigua s'hi afegeix sorra, el material obtingut és més consistent, i esdevé un morter, i la capa aplicada és més gruixuda. Aquesta tècnica se sol anomenar llavors enlluïda.
Quan en lloc de sorra s'afegeix pols de marbre, però la consistència roman fluida com una pintura, la tècnica és dita lletada de calç, i si la quantitat de pols de marbre augmenta fins a adquirir una consistència de pasta, o si s'hi afegeix també sorra, llavors tant la tècnica com el material obtingut es denominen estuc.

## Característiques
L'emblanquinada és una tècnica molt simple i econòmica de revestiment. S'aplica fonamentalment per motius estètics, però es deteriora i s'embruta amb facilitat. Per aquest motiu, la cultura popular d'alguns pobles, especialment al sud d'Espanya, inclou l'emblanquinada anual dels habitatges.
Les emblanquinades són populars en moltes zones càlides del planeta, on s'usen pel seu color blanc, que en reflectir la radiació solar aconsegueix que els murs absorbeixin menys energia calòrica, la qual cosa dona interiors més frescos a les cases. També s'utilitza per les seves propietats antisèptiques, derivades de l'elevada alcalinitat del material.
La calç permet la necessària transpiració dels murs, de manera que l'emblanquinada és un bon substitut de les pintures acríliques o plàstiques, que no acostumen a ser convenients en construccions antigues perquè, essent revestiments més impermeables, poden provocar retencions indesitjades d'humitat.
La calç és a més un producte natural que exigeix molt poc processament per a la seva utilització, és un material molt ecològic, si bé presenta com a desavantatge la necessitat d'un manteniment periòdic.